# Омер Хильми-эфенди
Шехзаде́ Оме́р Хильми́-эфе́нди (тур. Şehzade Ömer Hilmi Efendi; 2 марта 1886 года, Стамбул — 6 апреля 1935 года, Александрия) — младший сын османского султана Мехмеда V от его третьей жены Михренгиз Кадын-эфенди.

## Биография
Омер Хильми родился в 1886 году во дворце Ортакёй Велиахад. Между 1911 и 1912 годами Омер Хильми учился в Имперском военном колледже вместе со своим старшим братом Мехмедом Зияэддином. С 5 по 26 июня 1911 года он путешествовал в Румелию со своим отцом. Придерживался националистических взглядов. Во время Первой мировой войны поддерживал отца вместе с двумя братьями. 15 октября 1917 года он встретился с германским императором Вильгельмом II, во время его визита в Османскую Империю.
В 1924 году отправился в изгнание сначала в Бейрут, затем в Ниццу, и наконец в Александрию. Здесь у него случился инсульт, до самой смерти приковавший шехзаде к постели.
Омер умер в 1935 году в Александрии. Похоронен в тюрбе Аббаса Хильми.

## Семья
Браки и дети:
- Хатидже Фирдевс Гюльнев Ханым-эфенди (21 февраля 1890, Гендже — 31 декабря 1919, Стамбул) — брак заключён 3 октября 1910 года во дворце Йылдыз
  - Эмине Мукбиле-султан (17 сентября 1911, Стамбул — 21 мая 1995, Стамбул)
  - Шехзаде Махмуд Намык-эфенди (23 декабря 1913, Стамбул — 13 ноября 1963, Каир)
- Баштер Ханым-эфенди (12 октября 1897, Измит — 1 марта 1984) — брак заключён 16 июня 1914 года в Ускюдаре; развод в 1928 году
- Медиха Ханым-эфенди (4 ноября 1903, Александрия — 1971, Каир) — брак заключён 12 июля 1921 года во дворце Нишанташи; развод в 1921 году